# Chicago Fire (3.ª temporada)
A terceira temporada da série de televisão dramática estadounidense Chicago Fire foi encomendada em 19 de março de 2014 pela NBC, estreou em 23 de setembro de 2014 e foi finalizada em 12 de maio de 2015, contando com 23 episódios. A temporada foi produzida pela Universal Television em associação com a Wolf Entertainment, com Derek Haas, Michael Brandt e Matt Olmstead como produtores e com Dick Wolf como produtor executivo. A temporada foi ao ar na temporada de transmissão de 2014-15 às noites de terça-feira às 22h00, horário do leste dos EUA.
Esta temporada apresenta uma grande mudança no elenco principal, sendo a primeira temporada a não apresentar Lauren German como Leslie Shay no elenco principal, apenas como convidada em 3 episódios, a primeira a apresentar Kara Killmer como Sylvie Brett e ser a última a apresentar Charlie Barnett como Peter Mills.
A terceira temporada estrela Jesse Spencer como Tenente Matthew Casey, Taylor Kinney como Tenente Kelly Severide, Monica Raymund como Paramédica Gabriela Dawson, Charlie Barnett como Bombeiro Peter Mills, Kara Killmer como paramédica Sylvie Brett, David Eigenberg como Bombeiro Christopher Hermann, Yuri Sardarov como Bombeiro Brian "Otis" Zvonecek, Joe Minoso como Bombeiro Joe Cruz, Christian Stolte como Bombeiro Randy "Mouch" McHolland e Eamonn Walker como Chefe de Batalhão Wallace Boden.
A temporada terminou com uma audiência média de de 9.66 milhões de telespectadores e ficou classificada em 47.º lugar na audiência total e classificada em 35.º no grupo demográfico de 18 a 49 anos.

## Enredo
O show explora a vida, tanto profissional quanto pessoal, dos bombeiros, equipes de resgate e paramédicos do Corpo de Bombeiros de Chicago no fictício Quartel 51, lar do fictício Carro Pipa 51, Viatura 81, Esquadrão de resgate 3, Batalhão 25 e Ambulância 61.

## Elenco e personagens

### Principal
- Jesse Spencer como Tenente Matthew Casey
- Taylor Kinney como Tenente Kelly Severide
- Monica Raymund como Paramédica Gabriela Dawson
- Charlie Barnett como Bombeiro Peter Mills
- Kara Killmer como paramédica Sylvie Brett
- David Eigenberg como Bombeiro Christopher Hermann
- Yuri Sardarov como Bombeiro Brian "Otis" Zvonecek
- Joe Minoso como Bombeiro Joe Cruz
- Christian Stolte como Bombeiro Randy "Mouch" McHolland
- Eamonn Walker como Chefe de Batalhão Wallace Boden

| - Randy Flagler como Harold Capp - Edwin Hodge como Rick Newhouse - Melissa Ponzio como Donna Robbins-Boden - Warren Christie como Scott Rice - Gordon Clapp como Capelão Orlovsky - Kenny Johnson como Tommy Welch - Eric Mabius como Jack Nesbitt - Yaya DaCosta como April Sexton - Izabella Miko como Katya - Richard Roundtree como Wallace Boden, Sr. - Serinda Swan como Brittany Baker | - Lauren German como Leslie Shay - Dora Madison como Jessica "Chili" Chilton - James Russo como Papa Lullo - Alexandra Metz como Elise Mills |

### Crossovers
- Amy Morton como Trudy Platt (De Chicago P.D.)
- Brian Geraghty como Sean Roman (De Chicago P.D.)
- Jon Seda como Antonio Dawson (De Chicago P.D.)
- Jason Beghe como Hank Voight (De Chicago P.D.)
- Marina Squerciati como Kim Burgess (De Chicago P.D.)
- Jesse Lee Soffer como Jay Halstead (De Chicago P.D.)
- Sophia Bush como Erin Lindsay (De Chicago P.D.)
- Patrick John Flueger como Adam Ruzek (De Chicago P.D.)
- LaRoyce Hawkins como Kevin Atwater (De Chicago P.D.)
- Samuel Hunt como Greg "Mouse" Gurwitch (De Chicago P.D.)
- Kelli Giddish como Amanda Rollins (De Law & Order: Special Victims Unit)
- Mariska Hargitay como Olivia Benson (De Law & Order: Special Victims Unit)
- Tamara Tunie como Melinda Warner (De Law & Order: Special Victims Unit)

## Episódios
| N.º na série | N.º na temp. | Título                                 | Dirigido por       | Escrito por                                                                              | Exibição original       | Audiência (milhões) |
| --- | ------------ | -------------------------------------- | ------------------ | ---------------------------------------------------------------------------------------- | ----------------------- | ------------------- |
| 47 | 1            | "Always"                               | Joe Chappelle      | Michael Brandt & Derek Haas                                                              | 23 de setembro de 2014  | 9.14                |
| Após a explosão do incêndio no apartamento com todos dentro, quase todos do Quartel 51 sobrevivem, Mills com uma perna quebrada, mas Shay é morta no local, deixando todos de luto por sua perda. Seis semanas depois, muitos do Corpo de Bombeiros ainda levam a morte de Shay com dificuldade. Severide, que estava de licença após o incidente, agora está ausente. Eventualmente, Casey o encontra em sua cabana, onde ele admite que está relutante em voltar. Além disso, Casey continua a bater de frente com o tenente Welch no caminhão 66, Boden e sua esposa têm um encontro duplo com Mouch e Trudy. Hermann deseja expandir a marca Molly's, e Mills recebe informações sobre a família de seu pai, que sua mãe lhe disse que se mudou. |              |                                        |                    |                                                                                          |                         |                     |
| 48 | 2            | "Wow Me"                               | Tom DiCillo        | Andrea Newman                                                                            | 30 de setembro de 2014  | 8.71                |
| Severide retorna ao quartel 51 após a morte de Shay, mas não como de costume e vai morar com Casey e Dawson para lidar com sua dor. O 51 recebe uma chamada de um homem preso por um trailer. Enquanto isso, Mills se aprofunda na história de sua família. Em outros lugares, Hermann procura expandir a Molly's. Enquanto pratica exercícios para sua candidatura, Dawson recebe uma proposta surpresa de Casey que ela aceita. |              |                                        |                    |                                                                                          |                         |                     |
| 49 | 3            | "Just Drive the Truck"                 | Sanford Bookstaver | Michael Gilvary                                                                          | 7 de outubro de 2014    | 8.39                |
| Quando o caminhão 81 e o caminhão 66 do Corpo de Bombeiros de Austin colidem, todos os dedos são apontados para Cruz por sua direção e ele pode estar enfrentando acusações criminais. Enquanto isso, Cruz, Hermann e Mouch procuram caminhões para a expansão de Molly. Em outro lugar, Boden e Casey olham para Dawson se tornando uma candidata para a viatura 81. Mills luta com uma lesão desconhecida que o faz desmaiar. |              |                                        |                    |                                                                                          |                         |                     |
| 50 | 4            | "Apologies Are Dangerous"              | Steve Shill        | Michael Brandt & Ryan Rege Harris                                                        | 14 de outubro de 2014   | 7.11                |
| Severide se envolve em um tiroteio no metrô que questiona sua posição no quartel. Enquanto isso, Dawson tem seu primeiro dia como candidata no Corpo de Bombeiros 51 e Mills se ajusta ao seu novo papel como paramédico. Em outros lugares, o ex-noivo de Brett vem à cidade para reconquistá-la. |              |                                        |                    |                                                                                          |                         |                     |
| 51 | 5            | "The Nuclear Option"                   | Joe Chappelle      | Tim Talbott                                                                              | 21 de outubro de 2014   | 7.45                |
| Casey recebe notícias surpreendentes sobre sua irmã. Ela e seu marido Jordan estão se divorciando, Casey se aprofunda e descobre que eles estão falidos e Jordan está tendo um caso e o coloca em uma posição difícil como contar à irmã. Após um chamado, Hermann entra em contato com Boden e questiona Dawson como candidata. Enquanto isso, Mills e Dawson se acomodam em seus novos cargos. Em outros lugares, Severide continua a beber para ajudar com sua dor. |              |                                        |                    |                                                                                          |                         |                     |
| 52 | 6            | "Madmen and Fools"                     | Rod Holcomb        | Tiller Russell                                                                           | 28 de outubro de 2014   | 7.23                |
| Durante um chamado, a equipe salva um menino que ficou com a cabeça presa em uma grade de varanda que cedeu e está pendurado precariamente. Mais tarde, o menino é tirado de sua mãe por uma acusação anterior de negligência e abuso. Brett se envolve emocionalmente quando a mãe implora por sua ajuda, algo que Severide a aconselha a não fazer. Depois de investigar, Brett e Severide garantem a mãe e pressionam os serviços infantis para devolver o menino. Após o chamado, Dawson pede a Hermann para lhe dar mais treinamento e ter alguma fé nela enquanto ele concorda, embora ele a monte para fazer um treinamento extensivo. Em outros lugares, Casey está fazendo todos os esforços para garantir que sua irmã não seja prejudicada no divórcio. Acontece que sua irmã cedeu seus direitos sem entender o que estava fazendo. Com a ajuda de Newhouse, ele é capaz de encontrar sujeira em Jim e sua amante e é capaz de empurrá-lo para a submissão. Mais tarde, Mills acompanha Newhouse em uma tarefa para recuperar um cachorro roubado. Mais tarde naquela noite Newhouse é atacado por um assaltante desconhecido. Além disso, Severide e o resto do esquadrão se preparam para sua viagem a Las Vegas. Quando todos desistem no último minuto, Severide pede a Brett para ir com ele, mas ela recusa e diz que seria uma má ideia. Severide está sozinho em Las Vegas na mesa de dados com suas últimas quatro fichas de $25 quando conhece uma mulher misteriosa (interpretada por Serinda Swan) com quem uma atração mútua é óbvia. Ela rola os dados para ele como seu "amuleto da sorte" e ganha duas vezes seguidas e Severide a beija. |              |                                        |                    |                                                                                          |                         |                     |
| 53 | 7            | "Nobody Touches Anything"              | Alex Chapple       | História por : Dick Wolf & Jill Weinberger Roteiro por : Matt Olmstead & Jill Weinberger | 11 de novembro de 2014  | 9.06                |
| Severide retorna ao quartel e conta a todos que se casou em Las Vegas, deixando todos atordoados e céticos. Mills está preocupado com Newhouse e suas atividades fora de serviço. Mais tarde, Casey e Dawson deixam a esposa de Severide, Brittany, morar com eles e Severide. O Corpo de Bombeiros 51 recebe uma ligação de uma mulher em um carro em chamas e corre contra o relógio para resgatá-la e Mills e Brett lidam com um viciado. Em outro lugar, Brett descobre o talento oculto de Cruz. No próximo chamado, Severide descobre uma caixa de fotos de crianças pequenas na casa vítima que ele resgatou e percebe que é uma cena de crime de pornográfia infantil. Esse episódio inicia um crossover com Law & Order: Special Victims Unit e Chicago P.D. que continua em "Chicago Crossover" e se conclui em "They'll Have to Go Through Me". |              |                                        |                    |                                                                                          |                         |                     |
| 54 | 8            | "Chopper"                              | Jann Turner        | Derek Haas & Michael A. O'Shea                                                           | 18 de novembro de 2014  | 7.75                |
| O quartel 51 recebe uma chamada de um acidente de helicóptero em um prédio causando grande caos em toda Chicago causando muitos feridos. Mais tarde, foi revelado que um drone de controle remoto causou a queda do helicóptero. Enquanto isso, Boden e sua esposa vão a uma consulta médica sobre seu próximo filho. Em outros lugares, o relacionamento de Dawson e Casey é testado enquanto o novo romance de Severide aumenta. |              |                                        |                    |                                                                                          |                         |                     |
| 55 | 9            | "Arrest in Transit"                    | Jean de Segonzac   | Andrea Newman                                                                            | 25 de novembro de 2014  | 6.02                |
| O relacionamento de Dawson e Casey atinge um novo patamar quando Casey mostra disciplina em um chamado de um petroleiro com vazamento. Enquanto isso, Cruz desenvolve sentimentos por Brett e os expressa para ela. Em outro lugar, Mills enfrenta as consequências de um adolescente que morreu logo após um acidente em uma piscina - seu pai indignado, que por acaso é um criminoso organizado. Severide mostra a sua nova esposa Brittany ao quartel e isso a leva a revelar sua própria tragédia. Brittany admite a Severide que se sente tão responsável pela morte de sua irmã em um acidente de carro quanto ele se sentiu pela morte de Shay. Severide e Brittany se despedem relutantemente na estação ferroviária quando ela decide se reconciliar com sua família na Flórida. |              |                                        |                    |                                                                                          |                         |                     |
| 56 | 10           | "Santa Bites"                          | Holly Dale         | Michael Brandt & Derek Haas                                                              | 2 de dezembro de 2014   | 7.36                |
| O quartel 51 recebe uma chamada de um incêndio em casa. Enquanto isso, Mills lida com as consequências do DOA da ligação anterior até que o pai da máfia do menino morto se desculpe por ameaçá-lo. Em uma chamada de ambulância para um beco, Mills e Brett são sequestrados por bandidos. O relacionamento de Dawson e Casey toma um rumo dramático. As equipes ajudam o capelão a arrecadar dinheiro para manter uma cozinha de sopa viva. Em outro lugar, Boden aguarda a chegada de seu novo filho. Além disso, Molly's II tem sua grande inauguração. |              |                                        |                    |                                                                                          |                         |                     |
| 57 | 11           | "Let Him Die"                          | Steve Shill        | Michael Gilvary                                                                          | 6 de janeiro de 2015    | 6.77                |
| O quartel 51 se une à unidade de inteligência para rastrear o paradeiro da ambulância. Os sequestradores podem estar envolvidos com o mafioso que já havia ameaçado, mas depois se desculpou com Mills pela morte acidental de seu filho. Em outro lugar, Hermann se une a Boden enquanto seu filho recém-nascido luta por sua vida com problemas respiratórios no pronto-socorro. Eles também recebem uma surpresa de fora da cidade – o pai de Boden visita. |              |                                        |                    |                                                                                          |                         |                     |
| 58 | 12           | "Ambush Predator"                      | Joe Chappelle      | História por : Steve Chikerotis & Tiller Russell Roteiro por : Tiller Russell            | 13 de janeiro de 2015   | 6.66                |
| Após a descoberta de um recorte de jornal contendo o aviso de morte de Shay encontrado em um chamado, Severide e Dawson investigam o incêndio no prédio de armazenamento onde Shay foi morta no ano passado. A Inteligência é trazida para investigar a cena. O Corpo de Bombeiros 51 recebe uma ligação de um acidente de carro de uma vítima de um dos seus. Enquanto isso, Hermann convoca Otis e Cruz para seus jogos da Little League. Em outros lugares, Boden e Donna se unem ao pai de Boden. Além disso, Mills e Brett recebem uma ligação de violência doméstica na qual a vítima não quer receber tratamento. |              |                                        |                    |                                                                                          |                         |                     |
| 59 | 13           | "Three Bells"                          | Arthur W. Forney   | Jill Weinberger                                                                          | 3 de fevereiro de 2015  | 6.52                |
| Severide começa a desenvolver um caso contra um incendiário que matou Shay. Mais tarde, ele descobre que o incendiário tem várias mortes. Enquanto isso, a irmã de Shay chega ao quartel 51 e vai passear junto com a quartel. Em outros lugares, a avó de Otis fica com ele e Cruz sem a permissão de Cruz. Mais tarde, o quartel 51 celebra a vida de Shay com um serviço memorial. Esse episódio inicia um crossover com Chicago P.D. que se conclui em "A Little Devil Complex". |              |                                        |                    |                                                                                          |                         |                     |
| 60 | 14           | "Call It Paradise"                     | Reza Tabrizi       | Matt Olmstead & Michael A. O'Shea                                                        | 10 de fevereiro de 2015 | 6.29                |
| É um dia muito frio em Chicago, a ambulância 61 quebrou e o tempo fechou o 9-1-1, assim como outros serviços da cidade. Enquanto salga a calçada, Dawson descobre uma menina em uma caixa de papelão. Quando a mãe aparece, Dawson fica apreensiva com a liberação do bebê e é instruída a esperar pelo atendimento infantil. Dawson eventualmente engana a mulher para revelar que ela não é a mãe da menina e a mulher puxa uma arma e exige que Dawson entregue o bebê. O resto do quartel volta e a mulher é convencida a sair e foge. O bebê é mais tarde revelado ter sido sequestrado. Em outro lugar, Brett e Mills fazem uma ligação e encontram um adolescente drogado e outro desaparecido. Quando Brett vai procurá-la, a garota cai em um buraco e é presa por vergalhões. Graças a Cruz verificando-os, o Caminhão 81 e o Esquadrão 3 podem resgatá-los. O pai de Boden pode dar sua festa como um luau de inverno no Molly's. Na festa, Casey conhece uma jovem e eles vão para a casa dela juntos, Severide vai para casa e assiste a fitas antigas de Shay, e Boden e seu pai sentam-se ao lado do fogo onde ele morre silenciosamente com seu filho abraçando-o e chorando. |              |                                        |                    |                                                                                          |                         |                     |
| 61 | 15           | "Headlong Toward Disaster"             | Joe Chappelle      | Michael Gilvary                                                                          | 17 de fevereiro de 2015 | 6.26                |
| Após a morte de seu pai, Boden tira uma folga para terminar os negócios de seu pai e sofrer o luto. O chefe Pridgen substitui Boden, mas Casey e seus homens duvidam do julgamento do chefe durante um chamado que deu errado. Os insultos de Pridgen depois que Otis escorrega em uma pista de boliche cerosa durante um resgate de ferimentos enerva ainda mais os tripulantes do 51. Severide recusa o pedido de Pridgen para ajudá-lo a encontrar sujeira em Casey. Um rosto familiar indesejável chega ao Corpo de Bombeiros 51 para preencher uma lacuna no Esquadrão 3 – o ex-comandante do Corpo de Bombeiros desonrado Welch. Em outro lugar, Casey descobre que a mulher com quem ele ficou é a futura ex-esposa do novo chefe e Brett recebe uma visita especial. |              |                                        |                    |                                                                                          |                         |                     |
| 62 | 16           | "Red Rag the Bull"                     | Sanford Bookstaver | Tiller Russell                                                                           | 3 de março de 2015      | 9.07                |
| Mouch recebe a notícia de que uma de suas doações de esperma é tornada pública e tem um filho adolescente e pensa em conhecê-lo. O Corpo de Bombeiros 51 está sob investigação após um incidente no chamado anterior e o chefe Pridgen joga a responsabilidade em Casey. A lealdade de Severide é testada e o tenente Welch recebe um ultimato que pode repercutir em seu futuro. Em outro lugar, Brett e Cruz tentam arranjar um encontro para Dawson. |              |                                        |                    |                                                                                          |                         |                     |
| 63 | 17           | "Forgive You Anything"                 | Reza Tabrizi       | História por : Dick Wolf & Matt Olmstead Roteiro por : Andrea Newman                     | 10 de março de 2015     | 8.57                |
| Boden retorna ao quartel 51 após sua ausência do departamento para cuidar de seu novo filho e assuntos pessoais de seu falecido pai. O 51 recebe uma ligação de um acidente de garagem que se torna perigoso. Enquanto isso, Severide ajuda um velho amigo a retornar ao quartel enquanto Mills luta por sua posição de volta ao esquadrão. Além disso, Mouch se arrepende de não conhecer seu filho perdido há muito tempo. Em outro lugar, Dawson e Brett têm uma noite de garotas e Casey consegue um emprego para reformar o quarto ao lado de um clube de strip. |              |                                        |                    |                                                                                          |                         |                     |
| 64 | 18           | "Forgiving, Relentless, Unconditional" | Karyn Kusama       | Michael A. O'Shea & Jill Weinberger                                                      | 17 de março de 2015     | 6.96                |
| O 51 recebe uma ligação de um incêndio em um apartamento com uma criança em estado crítico e a culpa é do pai. Mais tarde é revelado que o pai é viciado em crack e lidou com a negligência infantil fumando crack na frente de seu filho, o que deixa Hermann furioso e vai atrás dele. Além disso, Brett considera opções e considera romper com Cruz. Mills continua lutando por seu lugar de volta ao time. Severide se aproxima de um velho amigo. |              |                                        |                    |                                                                                          |                         |                     |
| 65 | 19           | "I Am the Apocalypse"                  | Joe Chappelle      | História por : Dick Wolf & Matt Olmstead Roteiro por : Michael Brandt & Derek Haas       | 7 de abril de 2015      | 8.43                |
| A equipe transporta as vítimas de um vazamento químico para o Chicago Memorial, onde a situação piora ainda mais devido a um louco que carrega uma granada que afirma ter uma doença mortal no ar. Após a explosão, todos começam a entrar em pânico e começam a fugir com os médicos dizendo a todos para ficarem parados e colocam o Chicago Memorial em bloqueio. Além disso, Severide está gravemente ferido e é forçado a fazer uma cirurgia de emergência, durante a cirurgia Severide tem flashbacks sobre seus dias com Shay. Este episódio serve como episódio piloto de Chicago Med. |              |                                        |                    |                                                                                          |                         |                     |
| 66 | 20           | "You Know Where to Find Me"            | Jean de Segonzac   | Michael Gilvary                                                                          | 21 de abril de 2015     | 6.72                |
| Enquanto ainda considera se deve se juntar a sua mãe e irmã na reabertura de um restaurante na Carolina do Norte deixado pelo avô de Mills, ele tenta salvar a vida de um motorista gravemente ferido em um acidente de carro; Casey remodela um clube de strip ao lado, mas tem dúvidas sobre seu dono, um ex-bombeiro; e Hermann, Otis e Cruz preparam sua equipe para o campeonato peewee de hóquei. O quartel 51 se despede de um deles enquanto Peter Mills deixa seus amigos e sua carreira de bombeiro e segue em frente. |              |                                        |                    |                                                                                          |                         |                     |
| 67 | 21           | "We Called Her Jellybean"              | Joe Chappelle      | História por : Matt Olmstead & Tiller Russell Roteiro por : Tiller Russell               | 28 de abril de 2015     | 6.85                |
| Um incêndio em um apartamento ligado a um caso de estupro e tentativa de assassinato faz os membros do Departamento de Polícia de Chicago se juntar à Unidade de Vítimas Especiais de Nova York, que teve um caso semelhante não resolvido que os iludiu por mais de 10 anos. Esse episódio inicia um crossover com Chicago P.D. e Law & Order: Special Victims Unit que continua em "The Number of Rats" e se conclui em "Daydream Believer". |              |                                        |                    |                                                                                          |                         |                     |
| 68 | 22           | "Category 5"                           | Dan Lerner         | Andrea Newman                                                                            | 5 de maio de 2015       | 6.76                |
| A tensão aumenta quando Otis continua a acusar Scott de seus erros, o que continua a irritar Severide e leva a uma briga com a equipe do caminhão. Severide depois pergunta a ele sobre isso. Em outro lugar, Voight contata Casey sobre seu encontro anterior com o dono do clube de strip, Jack, e descobre que Jack está administrando uma rede de tráfico de mulheres, o que força Casey a se disfarçar. Além disso, Hermann investe na ideia de Chili. |              |                                        |                    |                                                                                          |                         |                     |
| 69 | 23           | "Spartacus"                            | Michael Brandt     | Michael Brandt & Derek Haas                                                              | 12 de maio de 2015      | 6.66                |
| As tensões continuam a aumentar quando o esquadrão entra em uma casa cheia de gás sem aprovação. Severide mais tarde descobre que a acusação de Otis é verdadeira e Scott é expulso do time. Cruz recebe uma carta pelo correio dizendo que ele passou na certificação do esquadrão e agora está no esquadrão 3. Em outros lugares, Casey continua disfarçado para prender o dono do clube de strip por tráfico humano. Além disso, Hermann, Chili e Otis continuam a investir na ideia de Chili de champanhe gelado e tentam conseguir um porta-voz famoso para promovê-lo. Dawson compartilha notícias inesperadas com Casey, cuja resposta entusiasmada a surpreende e agrada. |              |                                        |                    |                                                                                          |                         |                     |

## Produção

### Desenvolvimento
NBC renovou "Chicago Fire" para uma terceira temporada em 19 de março de 2014, que estreou em 23 de setembro do mesmo ano. O Episódio 19 serviu como um piloto para um novo spin-off, chamado Chicago Med.

### Crossovers
Em 29 de setembro de 2014, foi anunciado que os shows de Wolf Chicago P.D., Chicago Fire e Law & Order: Special Victims Unit fariam um evento crossover de 3 partes entre 11 e 12 de novembro de 2014, começando com Chicago Fire, seguindo para Law & Order: Special Victims Unit e terminando em Chicago P.D. Em 22 de janeiro de 2015, outro crossover entre Chicago Fire, Law & Order: Special Victims Unit e Chicago P.D. foi anunciado, para ter "contagem de histórias mais integrada" do que o primeiro. Os episódios foram ao ar de 28 a 29 de abril de 2015.

### Casting
Em 21 de abril de 2015, data de exibição do 20º episódio, foi anunciado que Charlie Barnett, intérprete de Peter Mills, estaria deixando o programa. Na trama, Mills deixou o quartel 51 completamente para abrir um restaurante na Carolina do Norte com sua mãe e irmã. A saída do personagem e, consequentemente, do ator se deu por razões criativas, uma vez que, de acordo com o showrunner, Matt Olmstead, o "Tanto quanto podemos, tentamos honrar o que realmente acontece em um corpo de bombeiros, e há rotatividade, e pode ser um pouco doloroso porque eles trabalham juntos 24 horas por dia e se tornam uma família, e você nunca quer ver alguém vá. Você pode obter emoção e conflito com isso." Ele ainda acrescenta que "Nós sempre apreciamos muito o que Charlie trouxe e o que o personagem trouxe para o show, mas, novamente, é apenas olhar para o quadro em termos de como podemos continuar revigorando o show e mantê-lo." Em 27 de abril, foi anunciado que Dora Madison Burge interpretaria a paramédica Jessica "Chili" Chilton, a substituta do personagem de Charlie Barnett, Peter Mills, nos três últimos episódios da temporada.

## Recepção

### Audiência
| №  | Título                                 | Exibição original       | Rating/share (18–49) | Audiência (em milhões) | DVR (18–49) | Audiência em DVR (milhões) | Total (18–49) | Audiência total (em milhões) |
| -- | -------------------------------------- | ----------------------- | -------------------- | ---------------------- | ----------- | -------------------------- | ------------- | ---------------------------- |
| 1  | "Always"                               | 23 de setembro de 2014  | 2.6/8                | 9.14                   | 1.1         | 3.59                       | 3.7           | 12.75                        |
| 2  | "Wow Me"                               | 30 de setembro de 2014  | 2.3/7                | 8.71                   | 1.1         | 3.59                       | 3.4           | 12.32                        |
| 3  | "Just Drive the Truck"                 | 7 de outubro de 2014    | 2.1/7                | 8.39                   | 1.0         | 3.50                       | 3.2           | 11.91                        |
| 4  | "Apologies Are Dangerous"              | 14 de outubro de 2014   | 1.9/6                | 7.11                   | 1.1         | 3.56                       | 3.0           | 10.67                        |
| 5  | "The Nuclear Option"                   | 21 de outubro de 2014   | 1.9/6                | 7.45                   | 1.1         | 3.36                       | 3.0           | 10.81                        |
| 6  | "Madmen and Fools"                     | 28 de outubro de 2014   | 1.7/5                | 7.23                   | 1.0         | 3.29                       | 2.7           | 10.52                        |
| 7  | "Nobody Touches Anything"              | 11 de novembro de 2014  | 2.2/7                | 9.06                   | 1.5         | 4.24                       | 3.7           | 13.29                        |
| 8  | "Chopper"                              | 18 de novembro de 2014  | 2.1/6                | 7.75                   | —           | 3.20                       | —             | 10.95                        |
| 9  | "Arrest in Transit"                    | 25 de novembro de 2014  | 1.6/5                | 6.02                   | 1.2         | 3.83                       | 2.8           | 9.85                         |
| 10 | "Santa Bites"                          | 2 de dezembro de 2014   | 1.7/5                | 7.36                   | 1.1         | 3.30                       | 2.8           | 10.66                        |
| 11 | "Let Him Die"                          | 6 de janeiro de 2015    | 1.7/5                | 6.77                   | 1.2         | 3.52                       | 2.9           | 10.29                        |
| 12 | "Ambush Predator"                      | 13 de janeiro de 2015   | 1.5/5                | 6.66                   | 1.0         | 3.27                       | 2.5           | 9.92                         |
| 13 | "Three Bells"                          | 3 de fevereiro de 2015  | 1.6/5                | 6.52                   | 1.1         | 3.58                       | 2.7           | 10.08                        |
| 14 | "Call It Paradise"                     | 10 de fevereiro de 2015 | 1.4/5                | 6.29                   | 1.2         | 3.62                       | 2.6           | 9.90                         |
| 15 | "Headlong Toward Disaster"             | 17 de fevereiro de 2015 | 1.4/4                | 6.26                   | 1.1         | 3.59                       | 2.5           | 9.85                         |
| 16 | "Red Rag the Bull"                     | 3 de março de 2015      | 2.1/7                | 9.07                   | 1.1         | 3.44                       | 3.2           | 12.51                        |
| 17 | "Forgive You Anything"                 | 10 de março de 2015     | 2.1/7                | 8.57                   | 1.1         | 3.36                       | 3.2           | 11.93                        |
| 18 | "Forgiving, Relentless, Unconditional" | 17 de março de 2015     | 1.6/5                | 6.96                   | 1.1         | 3.41                       | 2.7           | 10.37                        |
| 19 | "I Am the Apocalypse"                  | 7 de abril de 2015      | 2.0/6                | 8.43                   | 1.1         | 3.68                       | 3.1           | 12.11                        |
| 20 | "You Know Where to Find Me"            | 21 de abril de 2015     | 1.6/5                | 6.72                   | 1.1         | 3.47                       | 2.7           | 10.18                        |
| 21 | "We Called Her Jellybean"              | 28 de abril de 2015     | 1.6/5                | 6.85                   | 1.0         | 3.18                       | 2.6           | 10.03                        |
| 22 | "Category 5"                           | 5 de maio de 2015       | 1.6/5                | 6.76                   | 1.0         | 3.01                       | 2.6           | 9.77                         |
| 23 | "Spartacus"                            | 12 de maio de 2015      | 1.5/5                | 6.66                   | 1.0         | 3.24                       | 2.5           | 9.90                         |

## Lançamento em DVD
| Chicago Fire – Season Three                                                                 |                                                                                             |                                                                                             | | | |
| Detalhes do DVD                                                                             | Detalhes do DVD                                                                             | Detalhes do DVD                                                                             | Características Especiais | Características Especiais | Características Especiais |
| - 23 episódios - 6 discos - Áudio em Inglês (Dolby Digital 5.1 Surround) - Legendas: Inglês | - 23 episódios - 6 discos - Áudio em Inglês (Dolby Digital 5.1 Surround) - Legendas: Inglês | - 23 episódios - 6 discos - Áudio em Inglês (Dolby Digital 5.1 Surround) - Legendas: Inglês | - Bastidores - Episódios crossover com Chicago P.D.: - "They'll Have to Go Through Me" - Parte três do crossover de três partes que começa em "Nobody Touches Anything". - "A Little Devil Complex" - A conclusão do crossover de duas partes que começa em "Three Bells". - "The Number of Rats" - Parte dois do crossover de três partes que começa em "We Called Her Jellybean". - Episódios crossover com Law & Order: SVU: - "Chicago Crossover" - Parte dois do crossover de três partes que começa em "Nobody Touches Anything". - "Daydream Believer" - Parte três do crossover de três partes que começa em "We Called Her Jellybean". | - Bastidores - Episódios crossover com Chicago P.D.: - "They'll Have to Go Through Me" - Parte três do crossover de três partes que começa em "Nobody Touches Anything". - "A Little Devil Complex" - A conclusão do crossover de duas partes que começa em "Three Bells". - "The Number of Rats" - Parte dois do crossover de três partes que começa em "We Called Her Jellybean". - Episódios crossover com Law & Order: SVU: - "Chicago Crossover" - Parte dois do crossover de três partes que começa em "Nobody Touches Anything". - "Daydream Believer" - Parte três do crossover de três partes que começa em "We Called Her Jellybean". | - Bastidores - Episódios crossover com Chicago P.D.: - "They'll Have to Go Through Me" - Parte três do crossover de três partes que começa em "Nobody Touches Anything". - "A Little Devil Complex" - A conclusão do crossover de duas partes que começa em "Three Bells". - "The Number of Rats" - Parte dois do crossover de três partes que começa em "We Called Her Jellybean". - Episódios crossover com Law & Order: SVU: - "Chicago Crossover" - Parte dois do crossover de três partes que começa em "Nobody Touches Anything". - "Daydream Believer" - Parte três do crossover de três partes que começa em "We Called Her Jellybean". |
| Datas de lançamento                                                                         |                                                                                             |                                                                                             | | | |
| Região 1                                                                                    | Região 1                                                                                    | Região 2                                                                                    | Região 2 | Região 4 | Região 4 |
| 1 de setembro de 2015                                                                       | 1 de setembro de 2015                                                                       | 23 de novembro de 2015                                                                      | 23 de novembro de 2015 | 18 de fevereiro de 2016 | 18 de fevereiro de 2016 |